# Allium falcifolium
Allium falcifolium es una especie de planta bulbosa del género Allium, perteneciente a la familia de las amarilidáceas, del orden de las Asparagales. Es originaria de América del Norte.

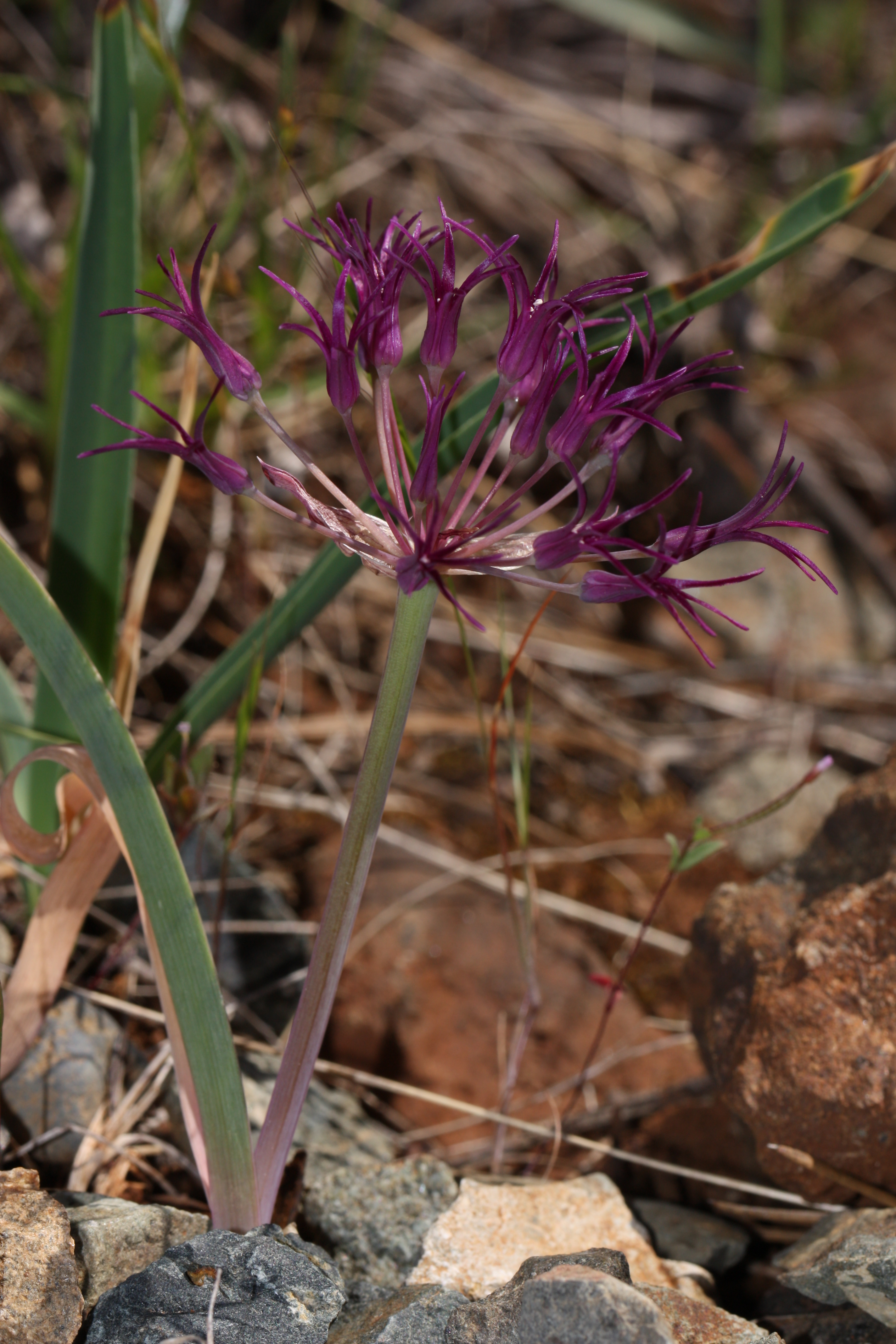
Vista de la planta

## Descripción
Allium falcifolium crece de un bulbo de color marrón rojizo de uno a dos centímetros de ancho. El tallo verde rojizo o amarillento se aplana de manera que e grueso en el centro y fino en los bordes. Generalmente tiene dos hojas, que son curvas como la hoja de una guadaña. El tallo es corto y cubierto con una inflorescencia con 10 a 30 flores, cada una de los cuales tiene 1 a 1'5 cm. Cada flor tiene seis tépalos de color rosado, púrpura, rojo-púrpura o blanco veteado.

## Distribución y hábitat
Es nativa del norte de California y el sur de Oregón, donde crece en suelos pesados, rocosos, en especial los suelos de serpentina.

## Taxonomía
Allium falcifolium fue descrita por William Jackson Hooker & George Arnott Walker-Arnott y publicado en The Botany of Captain Beechey's Voyage 400, en el año 1840.
Etimología
Allium: nombre genérico muy antiguo. Las plantas de este género eran conocidos tanto por los romanos como por los griegos. Sin embargo, parece que el término tiene un origen celta y significa "quemar", en referencia al fuerte olor acre de la planta. Uno de los primeros en utilizar este nombre para fines botánicos fue el naturalista francés Joseph Pitton de Tournefort (1656-1708).
falcifolium: epíteto latino que significa "con hojas en forma de hoz".
Sinonimia
- Allium breweri S.Watson
- Allium falcifolium var. breweri (S.Watson) M.E.Jones[5]